# Tomba Claudio Bettini
La tomba Claudio Bettini è una tomba ubicata a Tarquinia, nella necropoli etrusca detta necropoli dei Monterozzi.
La camera, con soffitto a doppio spiovente, si distingue per la presenza di una fossa scavata nel pavimento e decorata con un motivo ad onde rosse, destinata ad accogliere il corpo del defunto. La trave centrale del soffitto (columen) è dipinto con grossi rosoni e foglie di edera mentre sugli spioventi viene riprodotto il rosso delle travi lignee. Sul timpano della parete di fondo due leoni si affrontano ai lati della mensola di sostegno del tetto. Sulle pareti un grande fregio figurato con scene di banchetto e danze ambientate in un boschetto ricco di fauna: sulla parete di fondo due coppie maschili adagiate sui letti conviviali (Klinai), accudite da tre ancellette e da un giovane coppiere nudo in piedi accanto alla tavola imbandita; sulle pareti laterali la danza orgiastica dei rituali dionisiaci.

## Storia
La tomba, originariamente indicata semplicemente col numero 5513, è dedicata allo storico dell'arte Claudio Bettini, che apportò un fondamentale contributo alla salvaguardia delle tombe dipinte.